# Двести пятьдесят миллионов рублей
Две́сти пятьдеся́т миллио́нов рубле́й (250 000 000 рубле́й) — денежный знак ЗСФСР периода гиперинфляции. Выпущен в обращение в 1924 году. Изъят из обращения в том же году в связи с прекращением выпуска отдельной закавказской валюты и переходом на общесоюзную — рубль СССР, при обмене соответствовал 2 советским копейкам.
На аверсе изображался номинал цифрами и прописью, слово «рублей» на русском, грузинском, армянском и азербайджанском языках, предупредительные надписи, герб ЗСФСР. Подписи — председателя Совнаркома М. Орахелашвили и наркома финансов Д. Гусейнова.
На реверсе отображался герб ЗСФСР, растительные орнаменты.

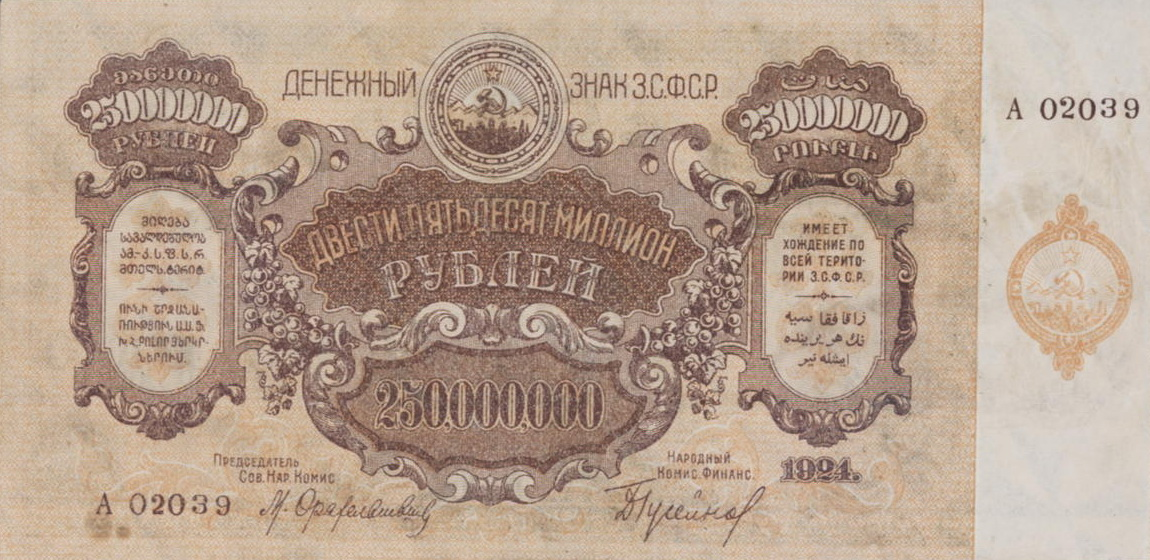
Двести пятьдесят миллионов рублей 1924 года (лицевая сторона)
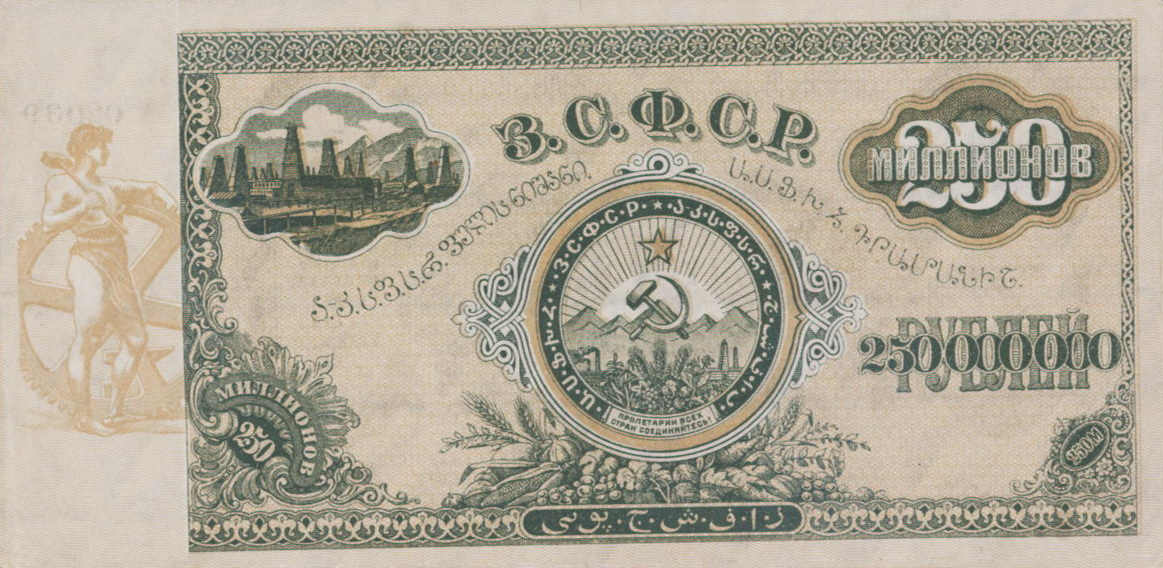
Двести пятьдесят миллионов рублей 1924 года (оборотная сторона)